# Przysięga małżeńska
Przysięga małżeńska – przysięga składana podczas ślubu przez strony zawierające małżeństwo.

## W Polsce

### Ślub cywilny
Zaręczona para, zawierając świecki związek małżeński, składa w urzędzie stanu cywilnego (USC) – lub odpłatnie (co do zasady) poza urzędem – oświadczenie o wstąpieniu w związek małżeński. Z dniem wejścia w życie ustawy z dnia 28 listopada 2014 treść oświadczenia o wstąpieniu w związek małżeński została wpisana do Kodeksu rodzinnego i opiekuńczego:

Świadomy/Świadoma praw i obowiązków wynikających z zawarcia małżeństwa uroczyście oświadczam, że wstępuję w związek małżeński z (imię i nazwisko drugiej z osób wstępujących w związek małżeński) i przyrzekam, że uczynię wszystko, aby nasze małżeństwo było zgodne, szczęśliwe i trwałe.

Następstwem złożenia takiego oświadczenia jest uznanie narzeczonych za małżeństwo w rozumieniu prawa.
Do 1 marca 2015 r. obowiązywała poniższa formuła:

Świadomy(a) praw i obowiązków wynikających z założenia rodziny uroczyście oświadczam, że wstępuję w związek małżeński z (imię i nazwisko pani młodej/pana młodego) i przyrzekam, że uczynię wszystko, aby nasze małżeństwo było zgodne, szczęśliwe i trwałe.

### Śluby wyznaniowe

#### Kościół łaciński
W Kościele łacińskim przysięga małżeńska brzmi następująco:

Ja (imię pana młodego/panny młodej) biorę ciebie (imię panny młodej/pana młodego) za żonę (męża) i ślubuję ci miłość, wierność i uczciwość małżeńską oraz że cię nie opuszczę aż do śmierci. Tak mi dopomóż Panie Boże wszechmogący w Trójcy Jedyny i wszyscy święci.

Przy wymianie obrączek państwo młodzi mówią:

(imię panny młodej/pana młodego) przyjmij tę obrączkę jako znak mojej miłości i wierności, w imię Ojca i Syna i Ducha Świętego.

Następstwem złożenia przysięgi małżeńskiej z zachowaniem formy kanonicznej jest uznanie narzeczonych za małżeństwo sakramentalne.

#### Kościół ewangelicki
W Kościołach ewangelickich przysięga małżeńska brzmi następująco:

Ja, (imię), przed obliczem Boga żywego i w obecności tych świadków z ręki Bożej przyjmuję ciebie, (imię), za żonę swoją (męża swego) i ślubuję ci: miłość, szacunek i wierność małżeńską w dniach dobrych, jak i złych, dzielić z tobą radość i smutek, szczęście i nieszczęście, jak Bóg zrządzi oraz że cię nie opuszczę, aż Bóg przez śmierć nas rozłączy. Do tego dopomóż mi, Panie Boże wszechmogący. Amen.